# Акпынар
Акпынар (тур. Akpınar) — город и район в центральной части Турции, на территории провинции Кыршехир.

## Географическое положение
Город расположен в северо-западной части ила, в долине реки Дегирменёзю, на расстоянии приблизительно 32 километров к северо-западу от города Кыршехир, административного центра провинции. Абсолютная высота — 1167 метров над уровнем моря.

Площадь района составляет 527 км².

## Население
По данным Института статистики Турции, численность населения Акпынара в 2012 году составляла 3071 человека, из которых мужчины составляли 50,3 %, женщины — соответственно 49,7 %.
Динамика численности населения города по годам:
| 1990 | 1997 | 2000 | 2007 | 2012 |
| ---- | ---- | ---- | ---- | ---- |
| 3791 | 3764 | 3696 | 3150 | 3071 |

## Экономика и транспорт
Большинство населения занято в сельскохозяйственной отрасли.
Ближайший аэропорт расположен в городе Невшехир.